# Schwedische Sagenkönige
Als schwedische Sagenkönige werden die Herrscher bezeichnet, welche die Volksgruppen regiert haben sollen, die vor dem 10. Jahrhundert das Gebiet des heutigen Schwedens und der umliegenden Regionen bewohnten.

## Historizität der Könige
Die Könige werden teils in den Bereich der Mythologie eingeordnet, teilweise wird zumindest ihre historische Existenz in der Geschichtswissenschaft für möglich gehalten.
So gibt es für die heidnische Zeit viele Sagenkönige mit Namen Erik: Erik Björnsson, Erik Emundsson, Erik Anundsson, Erik Revilsson, Erik Väderhatt. Sie können nicht als historisch angesehen werden, womit konkret gemeint ist, dass es in der Regel, keine verlässlichen oder ausreichenden historischen Beweise gibt, um die Existenz oder die genauen Details über das Leben dieser Personen zweifelsfrei zu bestätigen. Auch der Sagenkönig Erik, der nach der Ynglingatal nebst seinem Bruder Alrik zum Geschlecht der Ynglinger gehörte, war nicht historisch. Die Ynglingatal macht die beiden zu Söhnen König Agnes. Nach Aris Íslendingabók und der Historia Norvegiae war Erik Alriks Sohn. Zu diesen beiden gab es viele Spekulationen. Mal sollten sie in die Völkerwanderungszeit gehören, mal eine Übertragung der griechischen Dioskuren sein, mal hieß es, sie seien in der Ynglingatal nur falsch eingeordnet und gehörten ins 9. Jahrhundert und Erik sei identisch mit einem König gleichen Namens bei Rimbert.
Auch Erik Årsäll hat keinen Platz in der schwedischen Königsreihe. Er wird in mancher historischen Literatur mit Erik Segersäll, Stenkil, König Kol und Erik dem Heiligen identifiziert. Er wird erstmals in einer Version der Sage von Olav dem Heiligen genannt und ist dort mit Erik Segersäll identisch, dem letzten heidnischen König. Allerdings ist es möglich, dass er ein späterer Kronprätendent war, der den letzten heidnischen Widerstand in Schweden anführte. Denn in der Schilderung der Heimskringla wird er im Zusammenhang mit Nils Svenssons und Sigurd Jorsalafaris Kreuzzug nach Småland nach Blot-Sven genannt. Dort wird er als der letzte heidnische König bezeichnet. Es scheint wahrscheinlicher, dass die Heimskringla den letzten heidnischen König Schwedens Erik Årsäll vom Ende des 10. Jahrhunderts in die 1120er Jahre als eine von Erik Segersäll zu unterscheidende Person verschoben hat, als dass die Saga von Olav dem Heiligen ihn aus der Zeit um 1120 in die Zeit vor Olof Skötkonung verschoben und ihn mit Erik Segersäll verschmolzen hat. Die Tatsache, dass die isländische Genealogie Langfeðgatal norska konunga ihn ebenfalls in die Zeit nach 1130 gelegt hat, hat keinen selbständigen Quellenwert. Denn es handelt sich dabei um eine Kompilation von in Island gängigen Genealogien mit schwedischen Königsreihen vom Uppsalatyp. In der isländischen Genealogie wurde Sverker der Ältere „Kolsson“ nach einem König Kol, der Blot-Svens Sohn gewesen sein soll, genannt. Langfeðgatals Unzuverlässigkeit ergibt sich auch daraus, dass dieser König Kol eigentlich nach 1170 gehören sollte und einer der Thronkandidaten des Sverkergeschlechts im Kampf gegen Knut Erikssons gewesen sein soll.

## Könige der Ynglingar und andere Regenten

### Fjölnir
Fjölnir, Fjolner oder Fjölner soll der Sohn des mythologischen Gottes Freyr und der Riesin Gerdhr gewesen sein. Laut der Dichtung Grottesången regierte er die Svear zur Zeit des Kaisers Augustus. In der Heimskringla wird berichtet, dass er in einem großen Behälter mit Met beim dänischen Sagenkönig Fróði ertrank.

### Sveigder
Sveigder, Svegder oder Swegde war laut Heimskringla mit Vana aus Wanenheim verheiratet. Aus der Ynglingatal übernahm Snorri Sturluson die Geschichte seines Todes. Er soll auf der Suche nach Asgard in die östliche Randzone seines Reiches gewandert sein, wo ihn ein Zwerg so verzauberte, dass er diesem in einen großen Stein folgte, aus dem er nie wieder auftauchte.

### Vanlade
Vanlade oder Vanlande wird als erfolgreicher Kämpfer beschrieben. Er besuchte Snær den Alten (eine Personifizierung von Schnee) in Finnland und wurde mit dessen Tochter Driva verheiratet. Später wurde er Opfer einer mystischen Frauengestalt (Mara), die wahrscheinlich eine Personifizierung des Erstickungstodes ist.

### Visbur
Visbur folgt in der Heimskringla Vanlade als dessen Sohn. Mit einer Tochter von Auðr dem Reichen zeugte er die Söhne Gisl und Öndur. Nach der Trennung reiste seine Gemahlin zusammen mit den Kindern zurück in ihren Heimatort. Mit seiner zweiten Frau hatte Visbur den Sohn Domaldi. Später kehrten seine erstgeborenen Söhne zurück, um die Mitgift der Mutter einzufordern. Als Visbur dies verweigerte, wurde er von Gisl und Öndur mit seinem Haus verbrannt.

### Domaldi
Als Domaldi König in Alt-Uppsala war, gab es mehrere Jahre mit Missernten. Da keines seiner Tier- und Menschenopfer zur Verbesserung der Lage beitrug, opferte er sich zum Schluss selbst.

### Domar
In Domars Regierungszeit gab es laut Heimskringla viel Wohlstand im Reich der Svear.

### Dyggve
Auch Dyggves Jahre als König werden als erfolgreich beschrieben. Nach seinem Tod soll er in die Unterwelt gekommen sein und eine Tochter von Loki geheiratet haben, welche einen königlichen Mann wünschte.

### Dag der Weise
Dag war ein Sohn Dyggves und soll die Sprache der Vögel verstanden haben. Er hatte einen gezähmten Spatzen, der herumflog und ihm die Neuigkeiten aus seinem Reich berichtete. Der Spatz wurde in Reidgotaland (wahrscheinlich das Gebiet der Ostgoten am Schwarzen Meer) getötet. Dag reiste in die Fremde, um mit einem Angriff auf den Ort Varra den Mord an seinem Vogel zu rächen. Bei der Rückreise wurde er von einem Sklaven aus dem Hinterhalt erschlagen. Nach einer anderen Legende soll er in einer Schlacht gegen die Truppen von Blekinge, Halland und den König von Uppsala gefallen sein und liegt im Dagshög begraben.

### Agne

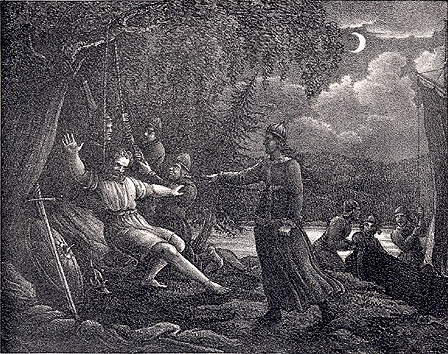
Agnes Hinrichtung

Die Heimskringla schreibt über Agne Skjafarbonde, dass er der Sohn von Dag dem Weisen war und dass er bei einem Raubzug in Finnland das hübsche Mädchen Skjalf Frostesdotter fing. Als sie wieder am Mälarsee waren, überredete Skjalf ihre Begleiter, so dass diese Agne mit seinem eigenen Goldhalsband am Ast einer Fichte aufhängten. Agne soll im Hügelgrab von Lillhersby bestattet worden sein.

### Erik und Alrik
Die Söhne Agnes folgten ihm als Herrscher der Svear. Alrik und Erik sollen sich – je nach Überlieferung – gegenseitig mit dem Zaumzeug ihrer Pferde totgeschlagen haben, in der Gesta Danorum überlebt Erik das Duell jedoch.

### Yngvi und Alf
Die Brüder Yngvi und Alf (oder Elfse) waren Nachkommen von Alrik. Alf soll still, ehrgeizig und wenig kommunikativ gewesen sein. Als er Yngvi mit seiner eigenen Frau auf dem Thron ertappte, ermordete er seinen Bruder. Yngvi gelang es jedoch einen tödlichen Schwerthieb gegen Alf zu richten, so dass beide zu Boden fielen.

### Hugleik
Hugleik oder Ochilaik war laut Heimskringla Alfs Sohn. Er wird als unkriegerisch beschrieben, der die Gesellschaft von Gauklern und Wahrsagern (Völva) dem Kampfgetümmel vorzog. Als der Krieger Haki Alt-Uppsala anfiel, wurde Hugleik zusammen mit seinen zwei Söhnen ermordet.

### Haki
Haki war nach seinem Sieg zwei Jahre König der Svear. Er wurde von Hugleiks Cousins Jorund und Erik angegriffen. Erik fiel in der Schlacht und auch Haki erlag später seinen Verletzungen.

### Jorund
Jorund plünderte nach seiner Machtübernahme (wahrscheinlich im 5. Jahrhundert) in den Nachbarländern. Als er sich in Dänemark in einer Bucht des Limfjord befand, wurde er vom norwegischen König Gylaug aufgespürt, dessen Vater er zusammen mit Erik ermordet hatte. Die Dänen halfen den Norwegern, was zu Jorunds Festnahme und Hinrichtung am Galgen führte.

### Aun
Aun, On, One, Auchun oder Aun der Alte, der Sohn von Jorund, wird in den Sagen als weiser König beschrieben, der wenig kriegerisch und mehr an der Erhaltung des Friedens interessiert war. Er wurde vom dänischen Prinzen Halfdan angegriffen und flüchtete nach verlorener Schlacht zu den Gauten in Västergötland. Nach Halfdans Tod kehrte Aun nach Uppsala zurück, doch er war schon 60 Jahre alt und opferte deswegen seinen eigenen Sohn an Odin, um noch einmal 60 Jahre leben zu können. Nach 25 Jahren wurde Aun von Ale dem Starken, einem Cousin von Halfdan, angegriffen und in mehreren Schlachten besiegt, so dass Aun erneut zu den Gauten flüchtete. Ale herrschte, bis er von Starkad dem Alten geschlagen wurde.
Aun übernahm den Thron erneut, doch nun forderte Odin von ihm, dass er alle zehn Jahre einen Sohn opfern solle, wenn er länger leben wolle. Als Aun etwa 200 Jahre alt war, hinderten ihn die Svear an einem erneuten Menschenopfer, und so wurde sein Sohn Egil König. Aun soll in einem Grabhügel in Alt-Uppsala beerdigt worden sein.

### Egil

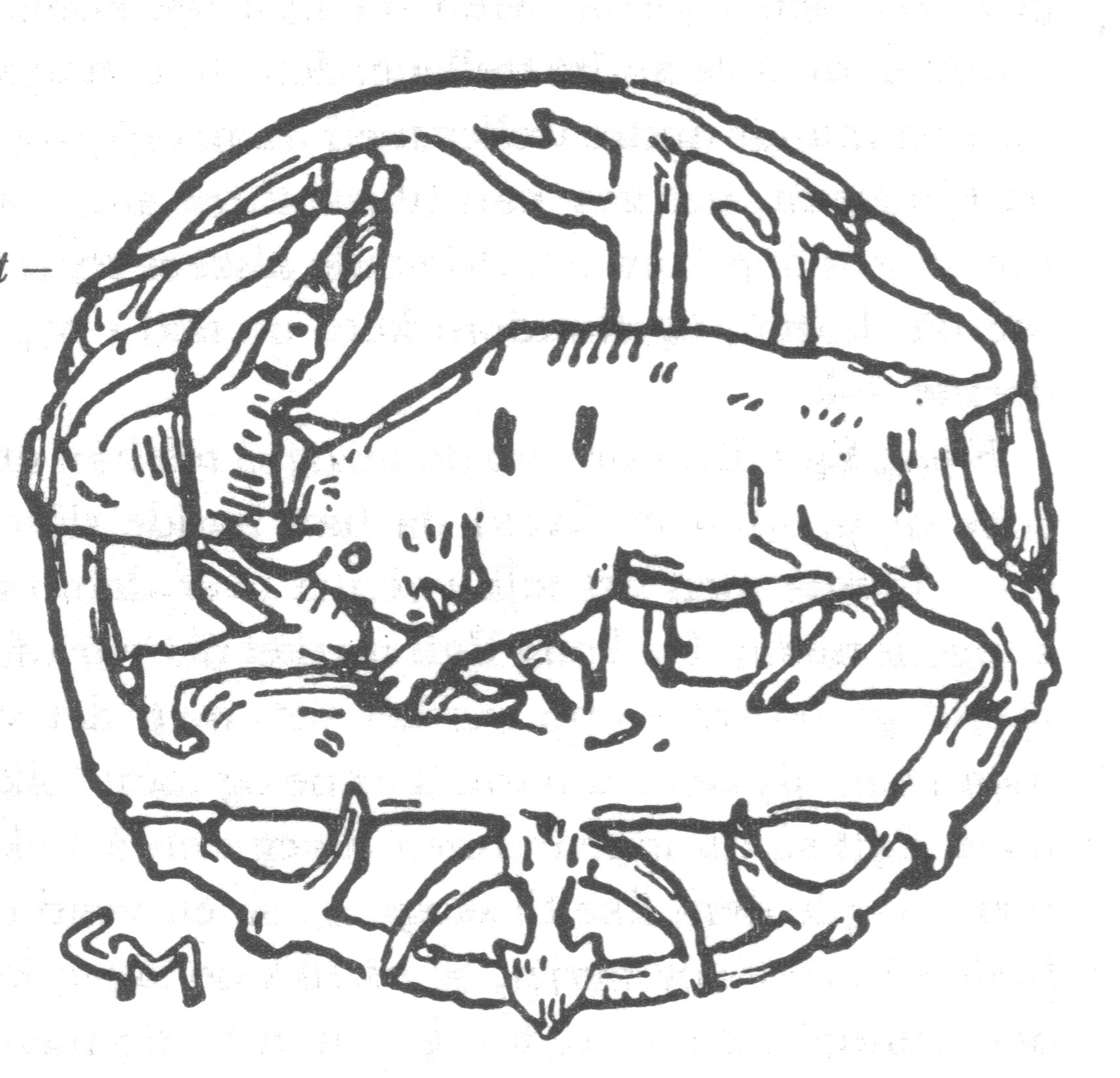
Egils Tod

Auch Egil oder Ongenþeow wird in den Schriften genau wie sein Vater als friedlich beschrieben. Laut der Heimskringla kaufte sich Egils Schatzmeister Tunni ein Heer für das Geld, welches er heimlich aus dem königlichen Vermögen entwendete. In acht Schlachten wird Egil gezwungen, nach Dänemark zu flüchten, wo er unter der Voraussetzung, dass er Steuern an die dänische Seite zahlt, eine neue Armee erhält. Egil soll bei einer Jagd von einem wilden Stier tödlich verwundet worden sein.

### Ottar oder Ohtere
Die Ynglingatal nennt Ottar als König in Alt-Uppsala für die erste Hälfte des 6. Jahrhunderts. Manche Forscher identifizieren ihn mit dem im Beowulf genannten Ohtere, wonach Ohtere zwei Söhne namens Eanmund und Edgilds hatte, von denen letzterer später König wurde. Ohtere soll zusammen mit den Gauten oder Goten gegen seinen Bruder Onela gekämpft haben, der ihm als König folgte.
Ottar starb in Vendel, welches in Snorris Heimskringla klar als der nördliche Bereich von Jütland identifiziert wird. Andererseits ist er nach schwedischem Volksglauben aus späterer Zeit im Ottarshögen in der Gemeinde Tierp im nördlichen Uppland begraben. Diese Region ist auch als Vendeln bekannt und war Namensgeber für die historische Periode der Vendelzeit.
Ottar trägt oftmals den Beinamen Vendelkråka, doch die Bedeutung dieser Bezeichnung ist umstritten. Snorri erklärt den ersten Namensteil mit dem Todesort und den zweiten damit, dass die Dänen nur eine hölzerne Krähe (schwedisch: kråka) anstelle des Leichnams nach Schweden schickten.

### Onela
Onela, Ale, Åle oder Ole wurde laut dem Dichtwerk Beowulf im frühen 6. Jahrhundert König der Svear, nachdem sein Bruder Ottar im Kampf gefallen war. Ottars Söhne Eanmund und Edgilds suchten Schutz bei Heardred, welcher König der Geatas war. Onela greift Heardred an und tötet diesen. Auch Eanmund stirbt im Kampfgetümmel, doch Edgilds kann entkommen und später seinen Onkel besiegen.
In skandinavischen Dichtungen wie Ynglingatal und einigen von Snorri Sturlusons Werken trägt Onela den Namen Ale von Uppland, doch er wird als norwegischer König beschrieben. Dies könnte auf einer Verwechslung der Landschaften Uppland in Schweden und Oppland in Norwegen beruhen.

### Edgilds oder Adils
Edgilds wurde König, nachdem er Onela in der Schlacht auf dem Eis (laut Skjöldunga Saga des Vänern) besiegt hatte. Er wird in fast allen nordischen Sagas genannt. Snorri berichtet, dass er in Alt-Uppsala begraben wurde.
Bei Ausgrabungen im westlichen Grabhügel von Alt-Uppsala fand man die Reste eines reich dekorierten Schwerthalters, Spielsteine aus Elfenbein und Schmucksteine aus dem Nahen Osten. Die Funde wurden auf 575 n. Chr. datiert und könnten Edgilds Grabbeigaben darstellen.

### Eystein und Sölve
Der Sohn von Edgilds trug den Namen Eystein Adilson oder Eysteinn bzw. Östen und regierte Schweden laut Snorri Sturluson in unruhigen Zeiten. Mehrere Piraten bedrohten die Küsten. Der Seekönig Sölve aus Jütland war ein Gaute. Er fuhr über die Ostsee nach Lofon (wahrscheinlich die Insel Lövön im Mälarsee oder die ehemalige Harde Lagunda in Uppland), wo Eystein residierte. Die Eindringlinge umzingelten bei Nacht die Häuser, setzten alles in Brand und die Bewohner starben, so auch Eystein. Sölve zog weiter nach Sigtuna und verlangte von den Schweden, dass sie ihn als König akzeptieren, doch erst nach einer 11-tägigen Schlacht gaben sich die Schweden geschlagen. Später kam es zu einer Rebellion, bei der Sölve getötet wurde.

### Ingvar
Yngvar Harra wird sowohl in der Ynglinga saga als auch in der Historia Norvegiae genannt. Beide stützen sich auch auf die ältere Ynglingatal.
Ingvar war der Sohn von Eysteinn und wird als guter Krieger beschrieben. Er kämpfte mehrfach gegen Wikinger im Baltikum (Eistland). Eines Sommers kam es in Eycilla (Ösel) bei einem Ort namens Stein zu einer großen Schlacht. Die gegnerischen Truppen waren zu stark und Ingvar fiel. Diese Ereignisse werden als historisch möglich angesehen. Die gefundenen Wikingerschiffsgräber von Salme sind archäologische Zeugnisse für die Anwesenheit von Skandinaviern auf Ösel in dieser Zeit.

### Bröt-Anund

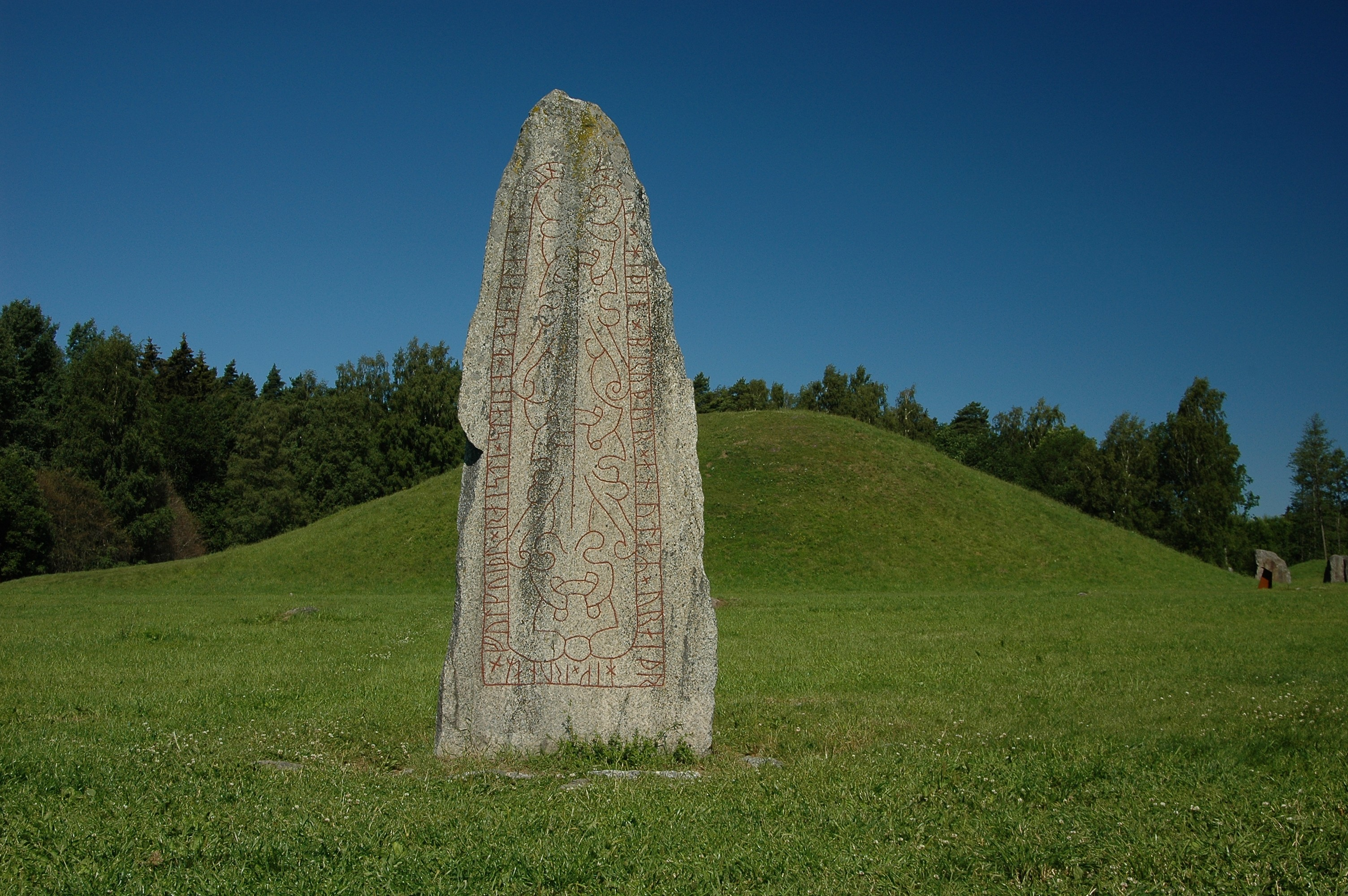
Der Anundshög hinter einem Runenstein

Bröt-Anund (altnordisch: Brøt-Anundr, Braut-Önundr) oder Anund, was so viel wie „Anund der Landbereiniger“ bedeutet, soll die Svear in der ersten Hälfte des 7. Jahrhunderts regiert haben. Er folgte seinem Vater Ingvar nach und soll Schweden in einer Zeit reicher Ernten geführt haben. Anund ließ Wege anlegen und Wälder roden, wonach sich sein Volk auch in abgelegenen Teilen des Landes niederließ. Er baute in jedem Distrikt ein Haus für sich und war ein Reisekönig. Er setzte die Kriegszüge seines Vaters nach Estland fort, schon um seinen Vater zu rächen, und machte da reiche Beute. Deshalb wurde er auch in der Ynglingatal „Estlands Feind“ genannt. Die Historia Norvegiae kennt diesen Estlandszug nicht. Möglicherweise hängen die Estland-Kriege damit zusammen, dass nach der Einverleibung des Västgötariket und Gotlands nun eine Expansion über das Meer ins Auge gefasst wurde.
Eines Herbsts befand er sich zwischen zwei Bergen bei einem Ort namens Himinheiðr (Himmelshitze), wo ihn ein Erdrutsch überraschte, der ihn tötete. Die Namensähnlichkeit könnte auf einen Ort im Kirchspiel Himmeta in Västmanland hindeuten. Danach wäre Anund im Grabhügel Ströbohögen am Stadtrand von Köping begraben. Meist wird aber der Anundshög bei Västerås als seine letzte Ruhestätte beschrieben.

### Ingjald
Anunds Sohn Ingjald (Regierungszeit um 640 – kurz nach 650), der oft den Beinamen Illråde („der Böswillige“) trägt, wird als grausamer König beschrieben, der aber durch seine Politik mehrere Gebiete des heutigen Schweden unter sich vereinte. Laut den Sagas soll er in seiner Kindheit von seinem Stiefvater gezwungen worden sein, ein Wolfsherz zu essen, um seinen Charakter gegen Schwachheit zu wappnen. Beim „gravöl“ (= Beerdigungsbier) für seinen Vater soll er die Unterkönige anliegender Provinzen in ihren Schlafgemächern verbrannt haben. Danach zog er zum Lager des Stammesführers von Södermanland und brandschatzte dort, da dieser nicht beim Empfang erschienen war. Östergötland soll jedoch trotz mehrerer Angriffe durch Ingjald seine Selbstständigkeit bewahrt haben. Er wurde dann selbst von Ivar, der aus Schonen anrückte, angegriffen und beging Selbstmord, um nicht in dessen Hände zu fallen.
Ingjald hatte einen Sohn Olov und eine Tochter Åsa. Er verheiratete Åsa an König Gudröd in Schonen und brachte diesen dazu, seinen Bruder Halvdan zu ermorden, und plante auch dessen eigenen Tod. Doch bei der Ausführung der Tat starb auch er. Åsas Sohn Ivar vidfamne sammelte ein Heer und zog gegen Ingjald und Åsa, die sich selbst verbrannten, um der Ermordung durch Ivar zu entgehen.
Ingjald und Ivar vidfamne werden in der Ynglinga saga, in der Hervarar saga und einigen anderen isländischen Quellen erwähnt. Diesen Sagen zufolge soll Ingjalds Sohn Olov (Olov Ingjaldsson) alias Olaf Trätelgja (schwedisch Olaf Trätälja, norwegisch Olav Tretelgja) nach Norwegen geflohen sein und dort ein neues Reich errichtet haben. Er gilt als Stammvater des norwegischen Zweiges der Ynglinger.

## Geschlecht der Skjöldungar und Nachkommen von Ragnar Lodbrok
Das Geschlecht der Sköldungar folgte dem Geschlecht der Ynglinger nach, nachdem dessen letzter männlicher Thronfolger Olov außer Landes gegangen war.

### Ivar Vidfamne
Ivar Vidfamne († gegen 700 n. Chr.) war ursprünglich König in Schonen und soll laut Snorri Sturluson zwischen 655 und 695 das damalige Schweden regiert haben. Später soll er auch König in Dänemark, Norwegen und Teilen von England gewesen sein.
Ivar wird als gemein und machthungrig beschrieben. Er zog durch das nördliche Europa und machte sich die Bevölkerung der erreichten Gebiete zu Untertanen. In Dänemark soll er Rörek, den Mann seiner Tochter, als Kleinkönig in Själland installiert und später erschlagen lassen haben.
Es gibt unterschiedliche Angaben über Einzelheiten seines Lebens in verschiedenen Sagas.
Bei einer Fahrt ins Gardarike soll er seinem Schwiegersohn Rádbarðr nachgesprungen sein, der sich ins Wasser geflüchtet hatte. Ivar soll nie mehr aufgetaucht sein. In anderen Sagas wird sein Tod in einer Schlacht oder friedlich genannt.

### Harald Hildetand

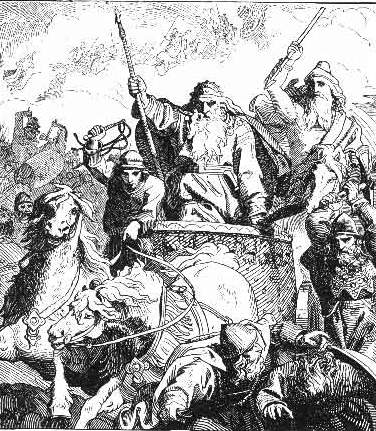
Harald Hildetand in der Schlacht von Bråvalla (Zeichnung von Lorenz Frølich)

Zu Harald „Kriegszahns“ Herkunft gibt es in den vorhandenen Sagen und Chroniken unterschiedliche Aussagen. Oft wird er als Enkel von Ivar Vidfamne beschrieben. Seine Kindheit verbrachte er im Gardarike. Als Ivar starb soll Harald nach Seeland gezogen sein, wo er als König anerkannt wurde. In Schweden waren die Provinzkönige gerade dabei wieder ihre alten Gebiete zu besetzen, als sie von Harald herausgefordert wurden. Diese nahmen an, dass der Kampf gegen den gerade 15-jährigen leicht sein werde, doch Harald konnte alle besiegen und das Herrschaftsgebiet seiner Familie behaupten.
Er weitete sein Reich weiter aus und besetzte auch die historische Provinz Wendland. Die dänische Schrift Chronicon Lethrense schreibt sogar, dass Haralds Imperium bis zum Mittelmeer reichte. Über seinen genauen Einfluss in schwedischen Regionen gibt es in den verschiedenen Quellen unterschiedliche Angaben. Saxo Grammaticus schrieb ihm Schweden und Dänemark zu. Die isländischen Quellen darüber hinaus das Wendenland, als das slawische Gebiet südlich der Ostsee, große Teile von Westeuropa und in England, wo er den König Northumbrias geschlagen haben soll. Saxo nennt nicht Ivar vidfamne als seinen Vater. Seine Quellen und seine Stammtafel sind von denen der isländischen Quellen verschieden.
Harald wurde sehr alt, nach den Sagas 150 Jahre. Einer Überlieferung nach habe Harald den Tod eines Kriegers sterben wollen, um nach Walhall zu kommen, und soll deshalb seinen über Uppland herrschenden Unterkönig Sigurd Ring zu einer Schlacht herausgefordert haben. Anderen Überlieferungen zufolge sei der Kriegsgrund gewesen, dass der junge Sigurd sich von dem alternden und schwächer auftretenden Harald zunehmend unabhängiger gemacht und von seinem Herrschaftsbereich aus Einfälle von Plündererbanden in Haralds Reich gedeckt habe. Harald fiel schließlich in der legendären Schlacht von Bråvalla (zwischen 715 und 740).

### Sigurd Ring

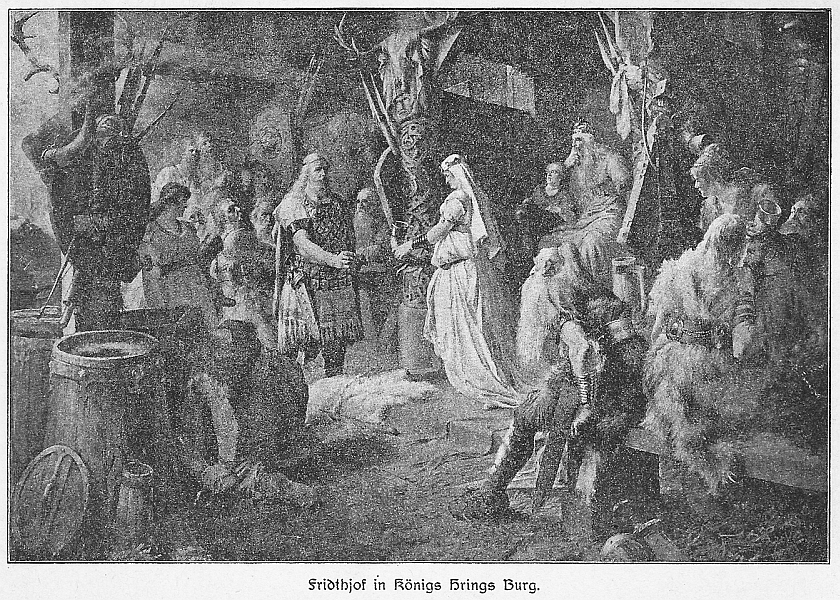
Der kühne Held Fridthjof wird von Königin Ingeborg in König Sigurd Rings Burg empfangen (Der auf dem Thron sitzende König hat seinen Sohn Ragnar auf dem Schoß)

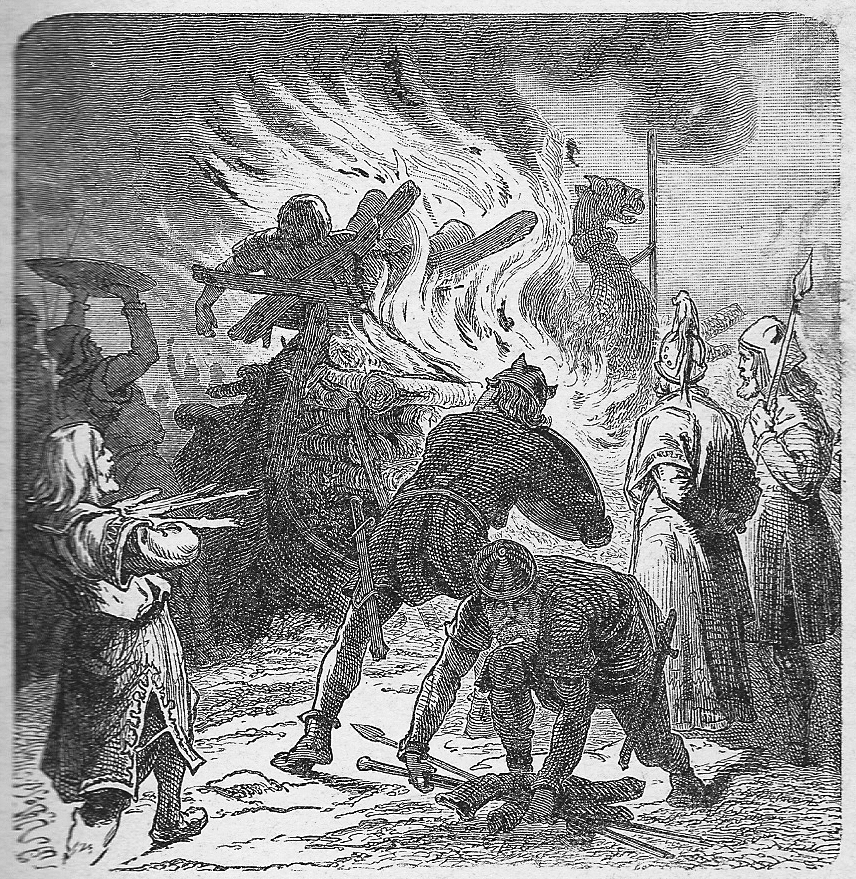
Sigurd Ring verbrennt Haralds Leiche nach der Schlacht von Bråvalla

Sigurd Ring (Altnordisch: Sigurðr Hringr) laut den nordischen Sagas der Sohn von Harald Hildetands Halbbruder, wurde von Harald als Unterkönig in Dänemark eingesetzt. Nach der Schlacht von Bråvalla wurde er Herrscher (um 750) über das gesamte Reich seines Onkels.
Der historische Hintergrund dürfte sein, dass das alte schwedische Gebiet Svealand, Västergötland und Gotland aus der dänisch-schwedischen Union auszubrechen trachtete und die südlichen Reichsteile angriff. Nach der Schlacht von Bråvalla unterwarfen die Svear Östergötland, dann Småland, Öland und Blekinge. Damit war zu Beginn des 9. Jahrhunderts das Schwedische Reich errichtet.
Sigurd soll laut Skjöldunga Saga Alfhild, die Tochter des Königs von Lichtelfenheim geheiratet und mit ihr den Sohn Ragnar Lodbrok gezeugt haben. Nach Alfhilds Tod kam er als alter Mann zu einem Opferfest nach Norwegen. Dort traf er ein schönes Mädchen, welches die Tochter eines Königs von Vendel (Vendsyssel-Thy) war. Die Brüder des Mädchens stellten sich gegen eine Heirat von Sigurd mit ihrer Schwester und forderten ihn zum Kampf heraus. Sigurd konnte beide töten, doch die Brüder hatten ihre Schwester schon vergiftet. Sigurd lud die drei Leichen auf ein Schiff und fuhr aufs Meer hinaus, wo das Boot verbrannte.
Über die Zeit zwischen der Schlacht von Bråvalla und 800 gibt es keinerlei Informationen aus den Quellen. Danach berichtet die Vita Anskarii des Rimbert, dass bereits vor dem ersten Besuch Ansgars um 830 bis zu seinem zweiten Besuch 855 die schwedischen Könige ihren Sitz in Birka hatten.

### Ragnar Lodbrok
Dieser Ragnar Lodbrok ist nicht identisch mit dem Ragnar Lodbrok, der als Wikinger Paris angriff. Es wird jedoch berichtet, dass er ein Sohn Sigurd Ring sein soll.

### Östen Beli
Östen Beli oder Eysteinn Beli wurde von Ragnar als Verwalter des Reiches der Svear eingesetzt und stieg später zum König auf. Laut der Ragnar-Lodbrok-Saga soll Östen unzählig viele Opferzeremonien in Alt-Uppsala abgehalten haben. Später wurde er von Ragnars Sohn Björn Järnsida abgelöst.
Der normannische Herzog Rollo behauptete später, sein Vater Røgnvald Eysteinsson sei ein Nachkomme (Sohn) von Sigurds Sohn Östen (Eystein) gewesen. Schwedische Quellen bezeichneten Rollo daher als Rolf Ragnvaldsson.

## Könige des Geschlechts der Munsö

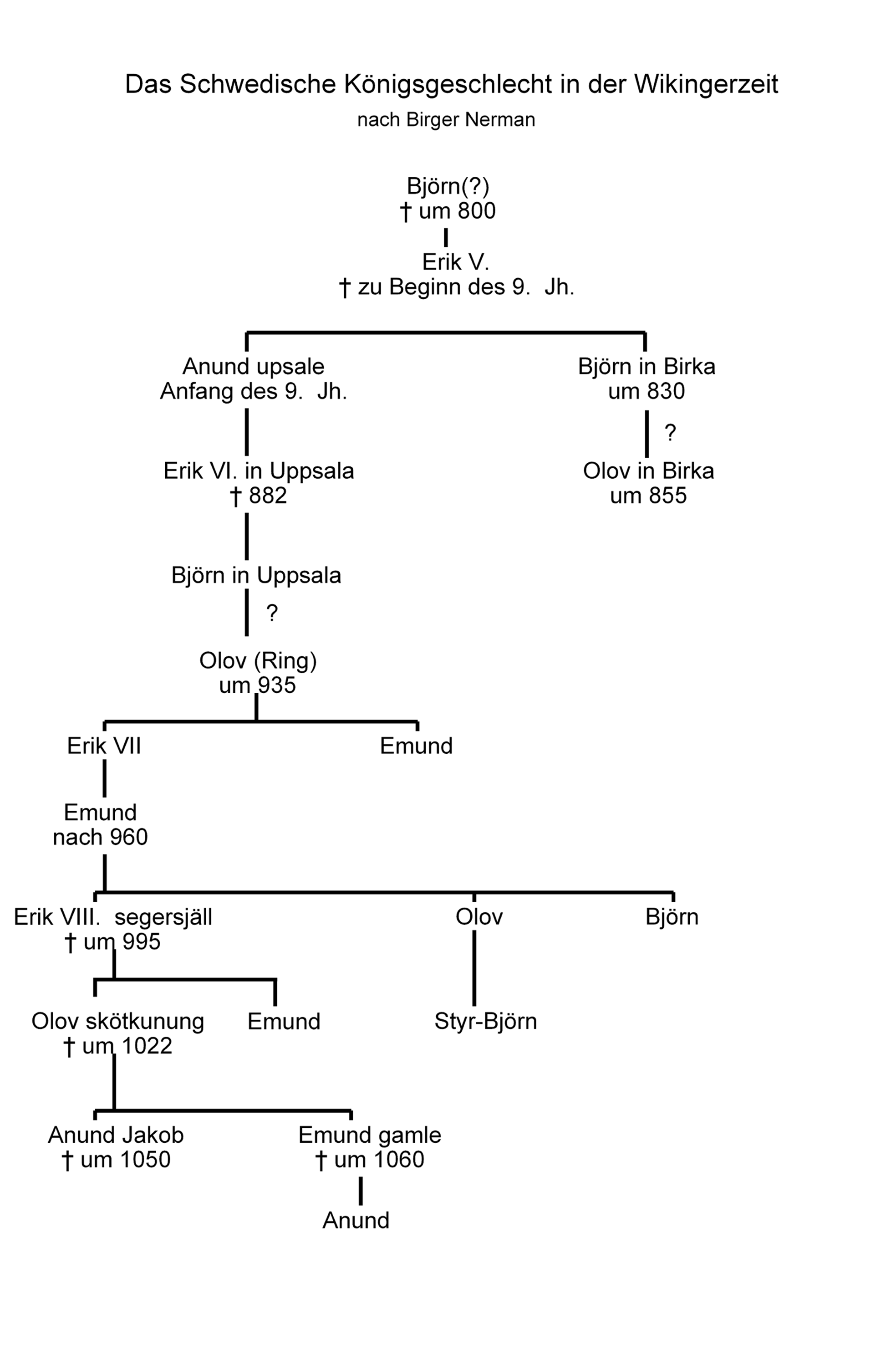
Die schwedischen Könige zur Wikingerzeit nach Birger Nerman.

Das Geschlecht der Munsö (schwed. Munsöätten) wird das fiktive Königsgeschlecht genannt, das die alten Sagengeschlechter der Ynglingar und Skjöldungar abgelöst haben soll. Die meisten sind nicht historisch nachgewiesen, so dass auch sie als Sagenkönige bezeichnet werden. Als Stammvater gilt Björn Järnsida, der genaue Ablauf des Übergangs zwischen den Königsgeschlechtern ist jedoch unklar.

### Björn Järnsida
Björn Järnsida, auch Björn Járnsíða, ist wahrscheinlich ein vollkommen fiktiver König, der den Sagen zufolge zwischen 785 und 800 auftrat und ein legendärer Wikinger war. Er war einer der Söhne Ragnar Lodbroks. Er soll an Plünderungen in Italien teilgenommen und mit seinem Vater zusammen Paris erobert haben.
Den Namen järnsida (deutsch Eisenseite) erhielt Björn der Sage nach, weil er in Kämpfen nie verletzt wurde. Nach der Hervarar-Sage erhielt er nach dem Tod seines Vaters Svealand, während sein Bruder Sigurd Orm i öga den Rest von Skandinavien erhielt.
Es wird angenommen, dass Björn der Gründer des ebenfalls fiktiven Geschlechts der Munsö war, das jedoch in keinen relevanten, historischen Quelle Erwähnung findet. Er soll im Björnshögen in der Nähe von Husby auf Munsö im Mälaren begraben sein. Björns Söhne hießen Refil und Erik Björnsson, wobei letzterer den Thron von Björn über Svealand geerbet haben soll.

### Erik Björnsson
Erik Björnsson war ein Sohn Björn Järnsidas und nach der Hervarar-Sage folgte er seinem Vater als König der Svear. Nach einer kurzen Regentschaft trat sein Neffe Erik Refilsson die Nachfolge an. Eriks Söhne Björn på Håga und Anund Uppsale waren später die Nachfolger von Erik Refilsson und regierten zusammen als Könige der Svear.

### Erik Refilsson
Die Hervarar-Sage bezeichnet Erik als einen kraftvollen Kämpfer und reichen König: Þá tók ríkit Eiríkr, sonr Refils; hann var mikill hermaðr ok allríkr konungr. Rimbert notierte, dass Erik so erfolgreich war, dass man Ansgar bei dessen zweiten Besuch in Schweden vorschlug, anstelle des Gottes der Christen Erik zum Gott zu machen. Snorri Sturluson schreibt in seinem Werk Skáldatal, dass Erik einen Skalden namens Álfr jarl inn litli an seinem Hof hatte.

### Björn på Håga und Anund Uppsale

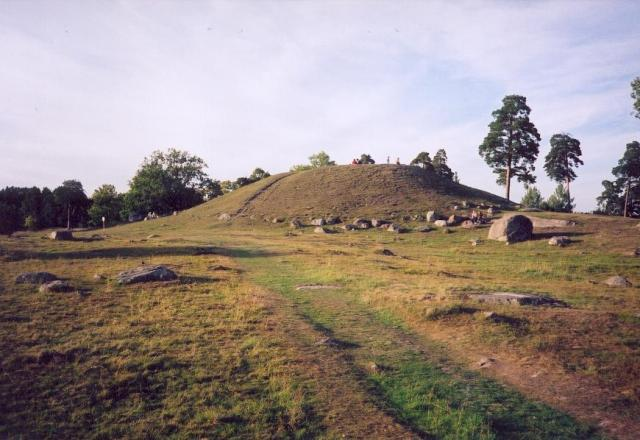
Hågahögen auf Adelsö

Beide Brüder regierten das Reich der Svear anfänglich gemeinsam, doch sie hatten unterschiedliche Lager. Björn trug seinen Beinamen på Håga, da er seine Residenz bei einem alten Grabhügel auf der Insel Adelsön nahe Birka hatte, der die Bezeichnung Hågahögen trägt. Von hier aus konnte er die nahe Handelsstadt gut überwachen. Sein Bruder soll beim Kultzentrum Alt-Uppsala gewohnt haben, was ihm seinen Beinamen einbrachte. Adelsön war von König Adils errichtet worden, und dies wird dahingehend gedeutet, dass hier ein Zweig des alten Ynglingen-Geschlechts die Herrschaft übernommen habe.
Rimbert schreibt in seiner Biografie Ansgars, dass Björn den fränkischen Kaiser Ludwig den Frommen bat, christliche Missionäre nach Birka zu schicken, woraufhin Ansgar 829 nach Norden fuhr. Björn empfing ihn auf seinem Hof und erlaubte ihm, eine christliche Gemeinde zu gründen. Snorri zitiert in seinen Werken einige Dichtungen des Skalden Brage Boddason, der am Hofe Björns gewohnt haben soll. Dieser wird auch in der Hervarar-Saga genannt.
Über Anund berichtet Rimbert, dass er später aus Schweden vertrieben wurde. In den 840er Jahren soll er mit 11 eigenen und 21 dänischen Schiffen zurückgekehrt sein. Anund hatte den Dänen reiche Kriegsbeute für die Teilnahme an dem Kriegszug geboten, doch als sie in Birka ankamen, war Björn verreist. Anund verlangte von den Bewohnern der Stadt, dass sie hundert Mark in Silber zahlen sollten, um ein Abbrennen der Siedlung zu verhindern, und so erhielt er das Geld. Die Dänen fühlten sich nun betrogen und planten einen Überraschungsangriff auf die Stadt, doch Anund konnte sie davon abhalten. Man entschloss sich stattdessen, Lose zu ziehen (wahrscheinlicher ist die Befragung eines Orakels). Die Antwort lautete, dass ein Angriff auf Birka Unglück bringen werde und es ratsamer sei, eine slawische Siedlung zu plündern. Dieses Vorhaben wurde ausgeführt und endete mit reicher Kriegsbeute.
Anund verblieb in Schweden und laut Hervarar-Sage folgte sein Sohn Erik ihm und seinem Bruder Björn. Adam von Bremen und Rimbert berichten jedoch, dass Björns Sohn Olof neuer König der Svear wurde. Diese Unstimmigkeiten können zum einen darauf beruhen, dass Schweden in den folgenden Jahren keine Doppelherrscher mehr hatte, oder es liegt daran, dass die knappen Quellen die Details der Doppelregentschaft nicht bis in die heutige Zeit überliefern.

### Olof und Erik
Bezüglich der Mitte des 9. Jahrhunderts widersprechen sich die vorhandenen Quellen deutlich. Adam von Bremen und Rimbert nennen einen Olof als König der Svear. Die Hervarar-Sage umschreibt dagegen einen Erik Anundsson, der mit Harald I. von Norwegen im Krieg gestanden haben soll. Die Ynglinga-Saga von Snorri berichtet über einen Erik Emundsson, der auch König in Västergötland, Dalsland, Bohuslän und Värmland war und später Västergötland an Harald I. verlor.
Snorri schreibt außerdem, dass Erik einmal gemeinsam mit Harald in Värmland bei einem Åke zu Besuch war. Åke brachte Erik in einer alten Halle mit alten Trinkbechern unter und Harald in einer neuen Halle mit frischen Trinkbechern. Als sich Erik beschwerte entschuldigte sich Åke damit, das Erik ein alter Mann sei und Harald ein junger Mann im besten Alter. Erik wurde wütend und ermordete Åke.
Bei Olaus Magnus und Saxo Grammaticus wird anderseits ein Erik Väderhatt für die genannte Zeit beschrieben. Sein Beiname soll auf die guten Winde zurückzuführen sein, die er bei seinen Plünderungszügen im Ostseeraum hatte.
Inwieweit es sich bei den genannten Personen mit Namen Erik um ein und dieselbe Person handelt und der Umstand ob und wie sie mit Olof zusammen regierten, ist nicht geklärt.

### Ring, Erik, Emund und Björn der Alte
Die Könige Ring, Erik Ringsson und Emund Eriksson folgten laut Adam von Bremen in der genannten Reihenfolge aufeinander und standen in direkter Vaterschaftslinie. Rings Herkunft ist unklar, doch er soll 935 oder 936 König der Svear gewesen sein, als Erzbischof Unni in Birka eintraf. Adam berichtet auch, dass Emund eine Allianz mit Harald Blauzahn eingegangen sei.
Die Hervarar-Saga nennt Björn den Alten als König nach 950, doch es ist auch möglich, dass er zusammen mit Emund regierte.
Der Nachfolger Erik der Siegesfrohe, der wahrscheinlich zeitweilig mit Olof II. Björnsson zusammen regierte, gilt als historisch belegt und ist deswegen in der Liste der Könige von Schweden aufgeführt.

### Vergleich der verschiedenen Quellen zu den mythischen Königen
Hinweise zur Tabelle:
Die Namen der Tabelle entsprechen den Originalnamen der jeweiligen Quellen.
Das Hversu Noregr byggðist (Wie Norwegen besiedelt wurde) ist ein Teil des Flateyjarbók, der umfangreichsten Handschriftensammlung der isländischen Frühzeit.
Bereits Tacitus († um 120) berichtete in der Germania das einige Germanenstämme bereits Könige hatten.
Guðröðr veiðikonungr ist mit Göttrik (alias Gudfred, Godfred oder Gøtrik) identisch. Gudfred war ein Sohn des Königs Halfdan des Milden von Westerfold und der Lif von Westmare, Tochter von König Dag. Er herrschte 804–810 über Haithabu, Westerfold, Hedeland, Värmland, Hedemarken und Westmare. Belegt ist ein Überfall auf den Handelsplatz Reric, bei dem slawische Händler nach Haithabu umgesiedelt wurden. Konfrontationen gab es auch mit Karl dem Großen. Einer seiner Söhne dürfte auch die Zerstörung des Erzbistums Hammaburg 845 angeführt haben. Damit dürfte die Anordnung bis ca. 850–870 reichen.
| Beowulf 8. bis 10. Jhd. | Ynglingatal spätes 9. Jhd. | Íslendingabók frühes 12. Jhd.        | Historia Norwegiæ spätes 12. Jhd. | Ynglinga saga um 1225 | Hversu Noregr byggðist um 1387 |
| ----------------------- | -------------------------- | ------------------------------------ | --------------------------------- | --------------------- | ------------------------------ |
|                         |                            |                                      |                                   |                       | Burri                          |
|                         |                            |                                      |                                   |                       | Burr                           |
|                         |                            |                                      |                                   |                       | Óðinn Ásakonungr               |
|                         |                            | Yngvi Tyrkjakonungr                  | Ingui                             |                       | Freyr                          |
|                         |                            | Njörðr Svíakonungr                   | Neorth                            | Njörðr                | Njörðr                         |
|                         |                            | Freyr                                | Froyr                             | Yngvifreyr            | Freyr                          |
|                         | Fjölnir                    | Fjölnir                              | Fiolnir                           | Fjölnir               | Fjölnir                        |
|                         | Sveigðir                   | Svegðir                              | Swegthir                          | Svegðir               | Sveigðir                       |
|                         | Vanlandi                   | Vanlandi                             | Wanlanda                          | Vanlandi              | Vanlandi                       |
|                         | Vísburr                    | Visburr                              | Wisbur                            | Vísburr               | Vísburr                        |
|                         | Dómaldi                    | Dómaldr                              | Domald                            | Dómaldi               | Dómaldr                        |
|                         | Dómarr                     | Dómarr                               | Domar                             | Dómarr                | Dómarr                         |
|                         | Dyggvi                     | Dyggvi                               | Dyggui                            | Dyggvi                | Dyggvi/Tryggvi                 |
|                         | Dagr Spaka                 | Dagr                                 | Dagr                              | Dagr Spaka            | Dagr                           |
|                         | Agni                       | Alrekr                               | Alricr                            | Agni                  | Agni Skjálfarbóndi             |
|                         | Alrekr und Eiríkr          | Agni                                 | Hogni                             | Alrekr und Eiríkr     | Alrekr                         |
|                         | Yngvi und Álfr             | Yngvi                                | Ingialdr                          | Yngvi und Álfr        | Yngvi                          |
|                         | Jörundr                    | Jörundr                              | Jorundr                           | Jörundr und Eiríkr    | Jörmunfróði/Jörundr            |
|                         | Aun                        | Aun inn gamli                        | Auchun                            | Aun hinn gamli        | Aunn inn gamli                 |
| Ongenþeow               | Egill                      | Egill Vendilkráka                    | Eigil Vendilcraca                 | Egill Tunnudólgr      | Egill Tunnadólgr               |
| Ohthere und Onela       | Óttarr                     | Óttarr                               | Ottarus                           | Óttarr Vendilkráka    | Óttarr Vendilskráka            |
| Eadgils und Eanmund     | Aðils                      | Aðísl at Uppsölum                    | Adils/Athisl                      | Aðils                 | Aðils at Uppsölum              |
|                         | Eysteinn                   | Eysteinn                             | Eustein                           | Eysteinn              | Eysteinn                       |
|                         | Yngvarr                    | Yngvarr                              | Ynguar                            | Yngvarr               | Yngvarr inn hári               |
|                         | Önundr                     | Braut-Önundr                         | Broutonundr                       | Brautönundr           | Braut-Önundr                   |
|                         | Ingjaldr                   | Ingjaldr inn illráði                 | Ingialdr                          | Ingjaldr hinn illráði | Ingjaldr inn illráði           |
|                         | Óláfr                      | Óláfr trételgja                      | Olavus tretelgia                  | Óláfr trételgja       | Ólafr trételgja                |
|                         | Hálfdan                    | Hálfdan hvítbeinn Upplendingakonungr | Halfdan hwitbein                  | Hálfdan hvítbeinn     | Hálfdan hvítbeinn              |
|                         | Eysteinn                   |                                      | Eustein                           | Eysteinn              | Eysteinn                       |
|                         | Hálfdan                    |                                      | Halfdan                           | Hálfdan hinn mildi    | Hálfdan inn mildi              |
|                         | Guðröðr                    | Goðröðr                              | Guthrodr                          | Guðröðr veiðikonungr  | Guðröðr veiðikonungr           |
|                         | Ólafr                      | Óláfr                                | Halfdan Niger                     | Ólafr                 | Hálfdan svarti (Haraldsson)    |
|                         | Rögnvaldr                  | Helgi                                | Haraldus                          | Rögnvaldr heiðum hæra | Haraldr inn hárfagri           |